# Eduviges de Holstein
Eduviges de Holstein o Helvig (en sueco, Helvig, también Hedvig) (Holstein, entre 1255 y 1260 - Suecia, entre 1324 y 1326). Reina consorte de Suecia, mujer de Magnus Ladulás. Era hija del conde Gerardo I de Holstein y de Isabel de Mecklemburgo.

## Biografía
Eduviges alcanzó el título de reina de Suecia a su matrimonio con el rey Magnus Ladulás en Kalmar el 11 de noviembre de 1276. Fue coronada el 29 de julio de 1281 en la ciudad de Söderköping, siendo la primera consorte en tener ese privilegio. Recibió de regalo de bodas la posesión de Dåvö, en la localidad de Munktorp.
En la rebelión de los Folkung en 1278, su padre fue encarcelado por los rebeldes, y Eduviges buscó refugio en un convento.
Viuda en 1290, residió la mayor parte del resto de su vida en Dåvö. Fue sepultada junto a su cónyuge en la Iglesia de Riddarholmen, en Estocolmo. En la tumba se halló otro esqueleto femenino, muy posiblemente de su hija Riquilda.

## Familia
El matrimonio procreó los siguientes hijos:
1. Ingeborg (~1279-1319). Reina de Dinamarca, consorte de Erik VI
2. Birger (~1280-1321. Rey de Suecia 1290-1318
3. Erik (~1282-1318). Duque de Södermanland
4. Valdemar (¿?-1318). Duque de Finlandia
5. Riquilda (1285 o 1287-1348). Monja clarisa, abadesa del Convento de Santa Clara en Estocolmo